# 1865 en France
Chronologie de la France
- 1861
- 1862
- 1863
- 1864
- 1865
- 1866
- 1867
- 1868
- 1869

Cette page concerne l'année 1865 du calendrier grégorien.

## Événements
- 1er janvier : circulaire du garde des sceaux Baroche aux archevêques et évêques de France leur interdisant de publier la doctrine officielle de l’église, formulée par le Syllabus en 1864[1].
- 5 janvier : mise en service de la section Corbeil-Essonnes - Maisse de la ligne de Villeneuve-Saint-Georges à Montargis (PLM)[2].

- 14 février : reconnaissance légale de la valeur du chèque[3].

- 10 mars : décès duc de Morny, demi frère de Napoléon III et président du corps législatif ; Eugène Rouher devient le personnage le plus important du régime[4] ; l'influence de l'impératrice Eugénie devient prépondérante.

- 3 mai-7 juin : visite de Napoléon III en Algérie, avec Ismaÿl Urbain comme interprète, pendant laquelle l'impératrice Eugénie devient régente[5].
- 11 mai : création des magasins du Printemps par Jules Jaluzot et Jean-Alfred Duclos[6].
- 17 mai : création à Paris de l'Union télégraphique internationale[7].

- 21 juin : la loi Duruy institue un enseignement secondaire spécial, intermédiaire entre l'école primaire et les études secondaires classiques[8].

- 14 juillet : sénatus-consulte laissant « le libre choix de la citoyenneté française aux Algériens tout en leur assurant sans condition les droits civils des Français ». Ce texte est considéré comme le plus libéral de la législation coloniale française[9]. Les Musulmans et les Juifs d’Algérie peuvent obtenir leur naturalisation française s’ils la demandent.

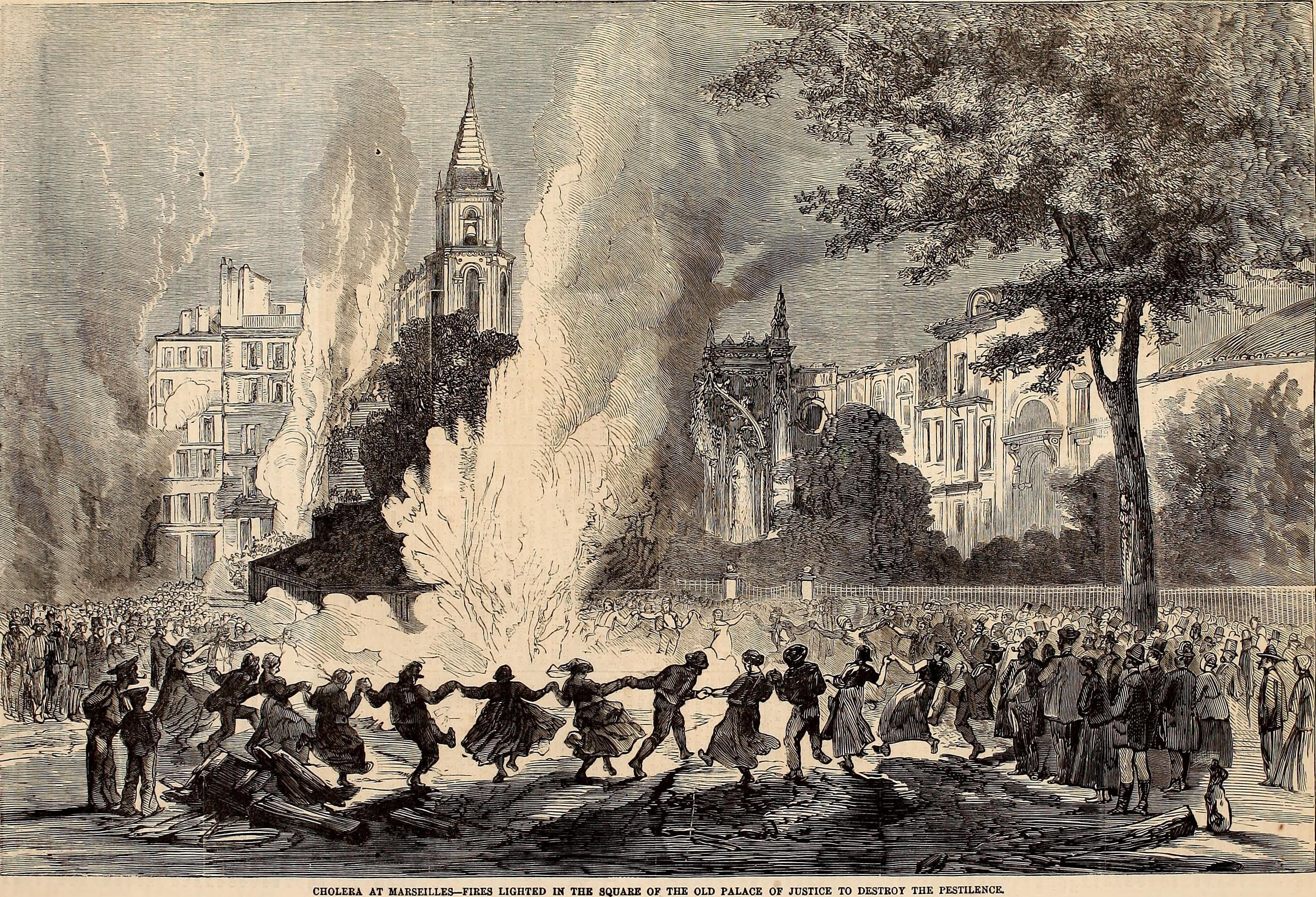
Choléra à Marseille. Feux allumés sur la place de l'ancien palais de Justice pour enrayer l'épidémie.

- 22 juillet : une épidémie de choléra, venue d'Alexandrie en Égypte, est signalée à Marseille. Elle dure officiellement 166 jours et fait 2037 victimes[10].

- 9 août : circulaire du ministre de l'instruction publique Victor Duruy relative à l'organisation de l'École normale de Cluny installée dans les bâtiments de l'ancienne abbaye[8].

- 15 août : inauguration de la statue de Napoléon à Rouen.

- 1er septembre : le comte Alexandre Walewski, fils de Napoléon Ier, est nommé président du Corps Législatif[11].

- 4 au 11 octobre : entrevue de Biarritz entre le chancelier Bismarck et Napoléon III qui soutiendra la politique anti-autrichienne de la Prusse. En échange de la neutralité française dans les affaires allemandes, Bismarck propose à Napoléon III une entente italo-prussienne qui stipulerait, en cas de défaite de François-Joseph Ier d'Autriche, le transfert de la Vénétie au royaume d’Italie[12].

- 3 novembre : inauguration du grand magasin le Printemps au coin de la rue du Havre et du boulevard Haussmann à Paris[13].

- 6 décembre : traité d'union douanière , signé à Paris, entre la France et la principauté de Monaco[14].

- 28 décembre : ouverture de la section Brétigny - Vendôme de la ligne de Brétigny à La Membrolle-sur-Choisille (Paris-Orléans)[15].